# Martin Novoselac
Martin Novoselac (10 novembre 1950) è un allenatore di calcio ed ex calciatore croato, di ruolo difensore.

## Carriera

### Giocatore

#### Club
Novoselac ha iniziato la carriera nel Cibalia, dove ha passato tre anni. Nel 1972 è stato acquistato dal Vojvodina. Nel Vojvodina passa cinque stagioni venendo acquistato nel 1977 dalla Dinamo Zagabria. Nel 1980 viene acquistato dall'Olympiacos, dove passa due stagioni, vincendo entrampi i campionati (1980-1981 e 1981-1982). Nel 1982 torna al Cibalia, squadra con cui aveva cominciato la carriera.

#### Nazionale
Il suo debutto con la nazionale jugoslava risale al 31 maggio 1975 nell'incontro amichevole contro l'Olanda. La sua ultima partita con la nazionale risale al 17 aprile 1976 nella partita terminata a reti bianche contro l'Ungheria.
Indossò la maglia della nazionale per un totale di quattro partite.

### Allenatore
Dopo il ritiro ha cominciato la carriera di allenatore. La sua prima squadra da allenatore fu Cibalia, squadra con cui aveva sia cominciato sia concluso la carriera. Successivamente ha allenato la Croazia Under-19, la Croazia Under-21 e ha svolto anche per un breve periodo l'assistente di Otto Barić per la Nazionale croata.

## Statistiche

### Cronologia presenze e reti in nazionale
| Cronologia completa delle presenze e delle reti in nazionale ― Jugoslavia | Cronologia completa delle presenze e delle reti in nazionale ― Jugoslavia | Cronologia completa delle presenze e delle reti in nazionale ― Jugoslavia | Cronologia completa delle presenze e delle reti in nazionale ― Jugoslavia | Cronologia completa delle presenze e delle reti in nazionale ― Jugoslavia | Cronologia completa delle presenze e delle reti in nazionale ― Jugoslavia | Cronologia completa delle presenze e delle reti in nazionale ― Jugoslavia | Cronologia completa delle presenze e delle reti in nazionale ― Jugoslavia |
| Data                                                                      | Città                                                                     | In casa                                                                   | Risultato                                                                 | Ospiti                                                                    | Competizione                                                              | Reti                                                                      | Note                                                                      |
| ------------------------------------------------------------------------- | ------------------------------------------------------------------------- | ------------------------------------------------------------------------- | ------------------------------------------------------------------------- | ------------------------------------------------------------------------- | ------------------------------------------------------------------------- | ------------------------------------------------------------------------- | ------------------------------------------------------------------------- |
| 31-5-1975                                                                 | Belgrado                                                                  | Jugoslavia                                                                | 3 – 0                                                                     | Paesi Bassi                                                               | Amichevole                                                                | -                                                                         | 86’                                                                       |
| 18-2-1976                                                                 | Tunisi                                                                    | Tunisia                                                                   | 2 – 1                                                                     | Jugoslavia                                                                | Amichevole                                                                | -                                                                         | 46’                                                                       |
| 24-2-1976                                                                 | Algeri                                                                    | Algeria                                                                   | 1 – 2                                                                     | Jugoslavia                                                                | Amichevole                                                                | -                                                                         |                                                                           |
| 17-4-1976                                                                 | Banja Luka                                                                | Jugoslavia                                                                | 0 – 0                                                                     | Ungheria                                                                  | Amichevole                                                                | -                                                                         | 70’                                                                       |
| Totale                                                                    |                                                                           | Presenze                                                                  | 4                                                                         |                                                                           | Reti                                                                      | 0                                                                         |                                                                           |

## Palmarès

### Giocatore

#### Competizioni nazionali
- Coppa di Jugoslavia: 1

Dinamo Zagabria: 1979-1980
- Campionato greco: 2

Olympiakos: 1980-1981, 1981-1982
- Coppa di Grecia: 1

Olympiakos: 1980-1981

#### Competizioni internazionali
- Coppa Mitropa: 1

Vojvodina: 1976-1977
- Coppa Piano Karl Rappan: 1

Vojvodina: 1976